# آنا ماریا سرنوگرچویچ
آنا-ماریا سرنوگرچویچ (زادهٔ ۳ اکتبر ۱۹۹۰) یک بازیکن زن کرواس تبار فوتبال اهل کشور سوییس است که در پست مهاجم و وینگ‌بک برای باشگاه بارسلونا در لیگ برتر اسپانیا بازی می‌کند. او همچنین یکی از اعضای تیم ملی فوتبال زنان سوئیس نیز است. وی مهارت زیادی در زدن ضربات سر دارد. او در کنار رامونا باخمان یکی از بهترین و با استعدادترین بازیکنان این تیم به حساب می‌آید.